# باشگاه فوتبال ارمنستان غربی
باشگاه فوتبال ارمنستان غربی (ارمنی: Ֆուտբոլային Ակումբ Վեստ Արմենիա؛ انگلیسی: Football Club West Armenia) یک باشگاه فوتبال در شهر ایروان و در کشور ارمنستان می‌باشد که در لیگ دسته اول فوتبال ارمنستان و لیگ برتر فوتبال ارمنستان بازی می‌کند. زمین خانگی این باشگاه ورزشگاه میکا و Junior Sport Stadium می‌باشد.

## تاریخچه
این باشگاه به‌طور رسمی در ۱۳ ژوئن ۲۰۱۹ میلادی واهه استپانیان در ایروان تأسیس شد. ارمنستان غربی در اولین سال تأسیس خویش در لیگ دسته اول فوتبال ارمنستان شرکت کرد. در ۳۱ مه ۲۰۲۱، باشگاه اعلام کرد که به دلیل مشکلات مالی دیگر در هیچ مسابقه‌ای شرکت نخواهد کرد. 
در ژوئیه ۲۰۲۲، باشگاه فوتبال ارمنستان غربی همراه با میکا، گاندزاسار کاپان، سیونیک و لرنانین آرتساخ (تیم ذخیره)، مجوز حضور در فصل ۲۰۲۲–۲۰۲۳ لیگ دسته اول فوتبال ارمنستان را دریافت کردند. در سی و دومین هفته مسابقات، یک بازی قبل از پایان فصل، ارمنستان غربی رسماً قهرمان لیگ دسته اول فوتبال ارمنستان ۲۰۲۲–۲۳ اعلام شد و به همین خاطر به ۲۰۲۳–۲۰۲۴ لیگ برتر فوتبال ارمنستان صعود کرد.
در ۱۹ ژوئیه ۲۰۲۴، سیرمیوم اسپورت، باشگاه فوتبال ارمنستان غربی را به مالکیت خود درآورد.

## آمار لیگ
| ارمنستان (۱۹۹۲) |              |           |           |           |           |           |           |           |           |           |           |
| فصل             | دسته         | سطح       | بازی      | برد       | تساوی     | باخت      | گل زده    | گل خورده  | +/-       | امتیاز    | مکان      |
| 2019-20         | لیگ دسته اول |           | ۲۷        | ۲۱        | ۳         | ۳         | ۸۰        | ۳۷        | ۴۳+       | ۶۶        | ۳         |
| 2020-21         | لیگ دسته اول |           | ۲۷        | ۱۶        | ۲         | ۹         | ۷۱        | ۳۶        | ۳۵+       | ۵۰        | ۴         |
| 2021-22         | شرکت نکرد    | شرکت نکرد | شرکت نکرد | شرکت نکرد | شرکت نکرد | شرکت نکرد | شرکت نکرد | شرکت نکرد | شرکت نکرد | شرکت نکرد | شرکت نکرد |
| 2022-23         | لیگ دسته اول |           | ۳۳        | ۲۳        | ۶         | ۴         | ۸۵        | ۳۴        | ۵۱+       | ۷۵        | ۱         |
| 2023-24         | لیگ برتر     |           | ۳۶        | ۱۱        | ۴         | ۲۱        | ۴۳        | ۷۳        | ۳۰-       | ۳۷        | ۷         |

## ترکیب کنونی
تا تاریخ ۱۶ اوت ۲۰۲۴
| شماره |          | پست       | بازیکن                         |
| ----- | -------- | --------- | ------------------------------ |
| ۱     | ارمنستان | دروازه‌بان | اریک لیانسبرگ                  |
| ۲     | ارمنستان | مدافع     | آرتور دانیلیان (بازیکن فوتبال) |
| ۳     | ارمنستان | مدافع     | آرتاک آساطریان                 |
| ۴     | ارمنستان | مدافع     | اریک سمباتیان                  |
| ۵     | ارمنستان | مدافع     | آرمن سارگسیان                  |
| ۶     | کلمبیا   | مدافع     | جفرسون گراندو                  |
| ۷     | مالی     | مهاجم     | حاجی درامه                     |
| ۸     | ارمنستان | هافبک     | آرام کوچاریان                  |
| ۹     | ارمنستان | هافبک     | آرتور ایسرائلیان               |
| ۱۰    | ارمنستان | مدافع     | تیگران سارگسیان                |
| ۱۱    | روسیه    | هافبک     | زاخار تاراسنکو (ک)             |
| ۱۳    | ارمنستان | دروازه‌بان | آناتولی آیوازوف                |
| ۱۴    | ارمنستان | مدافع     | آونتیس آونتیسیان               |
| ۱۶    | پرتغال   | هافبک     | برایما کاندع                   |
| ۱۷    | ارمنستان | مدافع     | تیگران آیونتس                  |

| شماره |           | پست       | بازیکن                                   |
| ----- | --------- | --------- | ---------------------------------------- |
| ۱۸    | ارمنستان  | مدافع     | آرسن یغیازاریان                          |
| ۱۹    | نیجریه    | مهاجم     | ابراهیم یوسف (قرضی از وان)               |
| ۲۱    | ارمنستان  | هافبک     | اسپارتاک هایراپیات                       |
| ۲۲    | هائیتی    | مدافع     | آلکس جونیور کریستیان                     |
| ۲۴    | ارمنستان  | مدافع     | هایک سارگسیان                            |
| ۲۵    | قزاقستان  | مدافع     | تیمور رودوسلسکی                          |
| ۳۲    | نیجریه    | مهاجم     | انوابوزه اوزوچوکوو پاسکال                |
| ۳۳    | ارمنستان  | مدافع     | آرتور کارتاشیان                          |
| ۳۶    | ارمنستان  | مهاجم     | واهرام ماخسودیان (قرضی از آرارات-آرمنیا) |
| ۶۶    | نیجریه    | هافبک     | سلیمان ادریس                             |
| ۷۷    | ارمنستان  | مهاجم     | مارتین گریگوریان                         |
| ۸۸    | مونته‌نگرو | دروازه‌بان | آندریا دارگویه‌ویچ                        |
| ۹۹    | مالی      | هافبک     | عیسی جبرئیل ترائوره                      |
|       | نیجریه    | مهاجم     | ایوچوکوو چیمئزی                          |

## تاریخچه مدیریت
- آرمن شاهگلدیان (۱۳ ژوئن ۲۰۱۹ – ۸ اوت ۲۰۲۰)
- هایک هوهانیسیان (۱ دسامبر ۲۰۲۰ – ۳۱ مه ۲۰۲۱)
- خورن ورانیان (۰۱ اوت ۲۰۲۲ – ۳۱ مه ۲۰۲۳)
- پاتریک پاپیان (۲۷ ژوئیه ۲۰۲۴ –)